# Завадский, Кузьма Петрович
Кузьма Петрович Завадский — советский хозяйственный, государственный и политический деятель, Герой Социалистического Труда.

## Биография
Родился в 1912 году в селе Тадиевка. Член КПСС.
С 1932 года — на хозяйственной, общественной и политической работе. В 1932—1974 гг. — бригадир тракторной бригады МТС в селе Озёрное Киевской области, на курсах трактористов в Купянске, старший механик совхоза, участник Великой Отечественной войны, старший механик свеклосовхоза имени 9 января 1905 года Министерства сельского хозяйства СССР.
Указом Президиума Верховного Совета СССР от 8 мая 1951 года присвоено звание Героя Социалистического Труда с вручением ордена Ленина и золотой медали «Серп и Молот».
Умер в Киевской области в 2009 году.